# Глютеопластика
Глютеопластика — пластическая операция по коррекции формы и размера ягодицы посредством установки специальных имплантатов под большую ягодичную мышцу или фасцию ягодичной мышцы. Операция выполняется как женщинам, так и мужчинам, достигшим совершеннолетнего возраста.

## Показания
- малый объём ягодиц и их опущение
- атрофия тканей ягодиц
- травмы, деформации

## Противопоказания
- Заболевания внутренних органов в стадии обострения
- Заболевания кровеносной системы
- Сахарный диабет
- Ожирение, вызванное нарушением функций эндокринной системы
- Сердечно-сосудистые заболевания

## Необходимые анализы
Перед проведением операции по коррекции ягодиц пациент сдает следующие анализы:
- общий анализ крови
- общий анализ мочи
- биохимия крови
- ЭКГ
- флюорограмма
- коагулограмма

## Подбор имплантатов
Имплантаты для ягодиц представляют собой сверхпрочные, герметично запаянные оболочки с гладкой или текстурированной поверхностью, заполненные силиконовым гелем или физиологическим раствором. Размер и форму имплантатов подбирает хирург в зависимости от индивидуальных особенностей строения ягодиц пациента и его пожеланий.

## Проведение операции
Глютеопластика проводится под общей анестезией. Через небольшой разрез в области крестца имплантат размещается в нужное место, как правило, под большую ягодичную мышцу или под фасцию ягодичной мышцы (размещение имплантата под кожу крайне не рекомендуется). Полость, в которую помещается имплантат, не должна выходить за пределы ягодичной мышцы.
После завершения операции рана ушивается специальными нитями, которые самостоятельно рассасываются спустя примерно неделю после операции.

## Постоперационный период
- После операции пациент находится в стационаре в течение 1-2 дней.
- В течение 2-3 дней нельзя принимать душ
- В течение месяца следует избегать тяжёлых физических нагрузок (в том числе и активного занятия спортом)
- В течение 2-3 месяцев нужно носить специальное компрессионное белье